# Bev Barnes
Beverly Ann Barnes, detta Bev (Ottawa, 9 agosto 1951 – Richmond, 16 agosto 2016), è stata una cestista canadese.

## Carriera
Con il Canada ha disputato i Campionati mondiali del 1975 e i Giochi olimpici di Montréal 1976.